# Palau Berenguer d'Aguilar
El Palau Berenguer d'Aguilar és un edifici situat als carrers de Montcada i Cremat Gran de Barcelona, catalogat com a bé cultural d'interès local.

## Història
La primera referència documental és del 1263, quan Guillem de Caldes va demanar a Martí de Montcada, propietari de la casa del costat, poder carregar la teulada d'una porxada sobre la paret mitgera, que ell havia fet més alta, i en contrapartida, li concedia permís per a carregar a la part nova del mur. Durant la rehabilitació de l'edifici es va poder comprovar que els escuts més antics que apareixien a les bigues dels sostres eren els d'aquesta família, una caldera negra sobre camper d'or, substituïts posteriorment per uns altres amb lledoners, corresponents als Lledó. Durant aquesta època, la casa es va ampliar cap al nord i l'est, i el 1335, els marmessors de Pere de Lledó van vendre la casa al mercader Pere de Mitjavila per 1.860 lliures. Aquest morí el 1347 a conseqüència de la pesta, i fou succeït pel seu fill Jaume de Mitjavila i Solà (†1372).
La seva filla Simoneta de Mitjavila i Ricart es va casar amb el funcionari reial Berenguer de Morey i va morir el 1385. L'any següent, el mercader Joan de Conomines va adquirir la propietat als seus marmessors en permuta amb uns censals. El 1432, el seu net Francesc de Conomines, àlies Desplà, casat amb Elionor Desplà i de Sacirera (†1441), va vendre la propietat al seu nebot Francesc (Francí) Desplà, casat amb Elionor d'Oms i de Sagarriga, senyora de Vinça i Desgüell. Posteriorment, devia heretar d'Elionor Desplà la casa Gralla al carrer de la Portaferrissa i va donar la del carrer de Montcada al seu germà Ramon.
El 1463, la seva vídua Constança Serra i Destorrent va vendre la finca a Berenguer d'Aguilar (†1466), que el 1465 també va adquirir al seu veí Joan Bernat de Junyent i de Gualbes (1435-1466). una botiga a la banda de mar del carrer de Jaume ses Fonts. El 1486, el seu net Joan Berenguer d'Aguilar i de Miquel es va casar amb Beneta Àngela Mateua de Junyent i d'Aguilar, filla de Pere Joan Berenguer de Junyent i de Gualbes, propietari de la casa de l'altra banda del carrer de Jaume ses Fonts, i d'Elionor d'Aguilar i Oliver. La seva filla Caterina Anna d'Aguilar i de Junyent es va casar amb Galceran de Dusai i de Malla, i l'hereu fou Jaume d'Aguilar, òlim de Dusai, que el 1539 es va casar amb Àngela de Peralta-Camporrells i de Sescomes, senyora d'Enfesta i de Bellveí i baronessa de Castellet. L'hereu fou el fill segon del matrimoni, Jaume Onofre d'Aguilar i de Peralta-Camporrells, que el 1566 es va casar amb Marianna de Caçador i de Caçador. i el 1594 va pactar unes obres a la casa amb el mestre de cases Macià Arbell.
El 1595, el seu fill Francesc d'Aguilar i de Caçador es va casar amb Maria d'Icart i de Carcassona, filla de Lluís d'Icart i d'Agustí, senyor de Torredembarra i batlle general de Catalunya i de Dionísia de Carcassona. Francesc va morir el 1612 a Vilafranca del Penedès, deixant com a hereva la seva filla Dionísia d'Aguilar i d'Icart (†1626), que el 1616 es va casar amb el seu cosí germà Cristòfol d'Icart i de Queralt, senyor de Torredembarra i de Vespella, però el matrimoni anà a viure a casa de la família del nuvi al carrer Ample, mentre que la del carrer de Montcada romangué en usdefruit de Maria d'Icart, mare de la núvia, fins a la seva mort l'any següent, quan va ser llogada. L'hereu Joan d'Icart i d'Aguilar va morir el 1657 sense descendència, i fou succeït per la seva germana Cecília, casada el 1658 amb Carles de Llupià i de Vilanova. Aquesta va morir el 1666, i la casa va passar a mans del seu nebot Andreu de Reart i d'Icart (que adoptaria el cognom Queralt), fill de Maria Anna d'Icart i d'Aguilar i de Joan Onofre de Reard i de Llupià.
El 1676, la seva germana Dionísia es va casar en segones noces amb Joan Descatllar i de Sarriera, i el 1687, el matrimoni hi va fer obres a càrrec del mestre de cases Jaume Arnaudies i el fuster Francesc Rubió, amb la construcció d'un conjunt d'habitacions a l'espai d'unes casetes al carrer Cremat. El 1690, essent ja comte, Andreu de Queralt els va fer donació en pagament de la casa del carrer de Montcada. El 1713, Joan Descatllar va establir un conveni amb el flequer Josep Blasi pel qual aquest li cedí part de la finca que li havien establert Josep Meca-Caçador i de Cartellà i el seu fill Anton Meca i de Cardona a la banda de mar del carrer Cremat Xic.
Dionísia de Reart va morir el 1735, deixant com a hereva la seva neta Maria de Rocabertí i Descatllar, filla de Francesca Teresa Descatllar i de Reart i de Francesc de Rocabertí i de Pau i casada amb Joan de Cruïlles-Sitjar i Sarriera. A mitjans de segle, el matrimoni hi encarregaria diverses obres als mestre de cases Joan Vallescà (o Ballescà) i Joan Soler i Faneca, el fuster Antoni Serramalera i el manyà Josep Llera. Posteriorment, hi hagué altres campanyes d'obres a càrrec del mestre de cases Jaume Bosch, els mateixos Serramalera i Llera, i el pintor Josep Buxeras. El 1780, l'hereu Francesc de Cruïlles i de Rocabertí va demanar permís per a refer la gelosia de fusta d'un balcó, i novament el 1783 per a posar reixes de ferro a tres finestres.
El 1791, la seva vídua Manuela d'Amat i de Rocabertí i el seu cunyat Gaietà d'Amat i de Rocabertí, marquès de Castellvell i de Castellmeià i hereu per línia materna dels cònjuges Descatllar-Reart, van restituir i vendre la finca a Joan Baptista de Queralt i de Pinós, comte de Santa Coloma de Queralt, per 19.250 lliures. El 1805, Ignasi Trias, procurador del comte Joan Baptista de Queralt i Silva, va demanar permís per a enderrocar i reedificar una part de la finca. El 1822, el procurador Joaquim Vehils i Lleonart va demanar permís per obrir-hi diverses portes i finestres, i novament el 1823 per a modificar per a modificar la porta d'una de les botigues al carrer de Cremat. Joaquim Vehils va ser succeït en el càrrec pel seu fill Marià Vehils i Salvat, que el 1831 va demanar permís per a eixamplar una finestra i obrir-ne una altra al carrer de Cremat.
El 1837, Andrés Hernáiz, administrador de finques del comte, va vendre la casa per 15.000 duros a Pere Clerch i Rusiñol (casat amb Francesca Gasch i Rovetllat) i al seu gendre Llorenç Pons i Fo (casat amb Teresa Clerch i Gasch), que també van adquirir el molí de la Sal, situat sobre el Rec Comtal, a l'actual plaça de Pons i Clerch. El 1839, l'arquitecte Josep Mas i Vila, el fuster Josep Casals, el manyà Pere Rodà, el vidrier i llauner Francesc Surell i el pintor Llucià Barri van signar cartes de pagament per obres a la finca, i el 1846, ho feren els mateixos Mas i Vila i Surell, el fuster Bonaventura Barri, el manyà Rafael Torras, el llauner Andreu Domènech i Gomà i el pintor Domènec Moragas. Pere Clerch i Llorenç Pons van morir el 1854 a causa de l'epidèmia de còlera, i a la mort de Teresa Clerch el 1867, la finca seria heretada pel seu fill Llorenç Pons i Clerch, que també esdevindria propietari del núm. 13.
El 1953, el palau (ja convertit en casa de veïns) va ser adquirit per l'Ajuntament de Barcelona, que hi va emprendre diverses campanyes d'obres a càrrec d'Adolf Florensa (1954-1956) i Joaquim de Ros i de Ramis (1959). Aquests van enderrocar les construccions existents al carrer de Cremat Gran (actualment Cremat i plaça de Sabartés) i hi van fer unes noves façanes. El 1963, s'hi va inaugurar el Museu Picasso, i el 1983 s'hi va construir un passadís o corredor transversal que comunica amb la resta d'edificis del museu, projectat pels arquitectes Enric Sòria i Jordi Garcés, que també van construir l'anomenada Sala de les Menines al lloc de l'antic pati elevat.

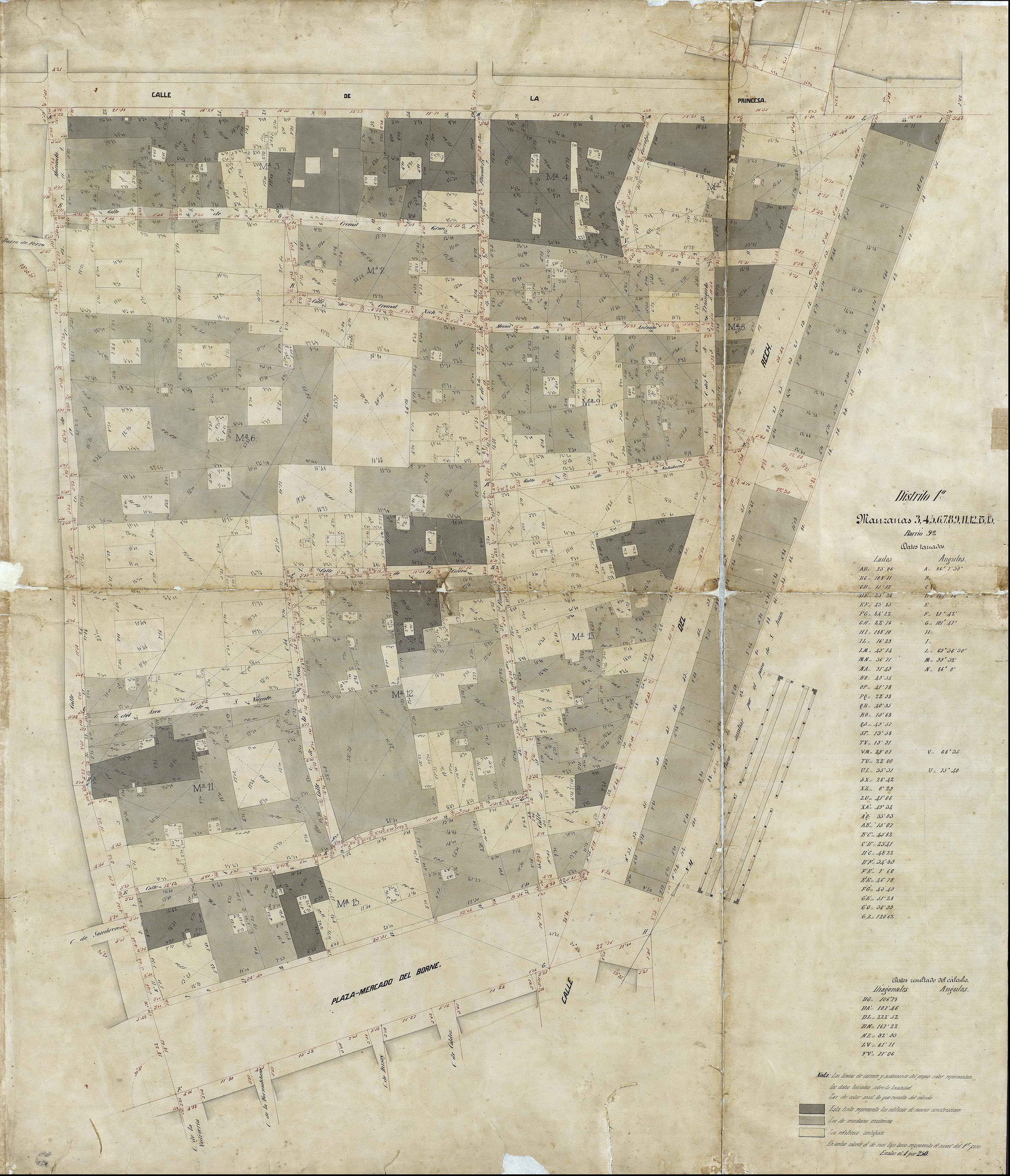
Quarteró núm. 15 de Garriga i Roca (c. 1860)

## Descripció
Disposa també d'una façana posterior oberta al nou espai de la plaça de Jaume Sabartés, sorgida de l'enderroc de l'illa de cases que hi havia entre els carrers de Cremat Gran i Cremat Xic, i també ocupa la volta sobre el carrer de Cremat Gran. Consta de planta baixa i tres pisos i està coberta per teulades pràcticament en la seva totalitat, a excepció del sector més oriental on la solució utilitzada pel seu coronament és la d'un terrat pla i transitable.
Al baixos del carrer de Montcada es localitza la gran portalada amb un arc escarser adovellat (obra del segle xviii) que dona accés a l'interior de la casa a través d'un vestíbul. Al costat d'aquesta, es localitzen tres grans finestres (que es corresponen als estudis de la casa realitzats al segle xvi) ricament decorades amb motius heràldics i escultòrics de la família Aguilar. La resta de nivells, a excepció del nivell de sotacoberta (amb petites finestres rectangulars), presenta balcons amb una estructura en volada de ferro, paviment de rajola i barana de ferro amb barrots helicoïdals, fruit d'una reforma del segle xviii. Aquests balcons haurien substituït les finestres existents anteriorment, de les quals encara se'n conserven dues amb llindes motllurades i motius escultòrics.
Al pati es localitza la gran escala monumental que dona accés al primer pis o planta noble de la casa. Aquesta escala es troba protegida per un gran ràfec de fusta, de fàbrica barroca, adossat al mur on s'obren tres finestres amb llinda esculpida. Aquestes obertures, amb origen al segle xiii, haurien estat modificades durant l'època en què la casa va pertànyer a la nissaga Aguilar (segle xvi), tot substituint les llindes de mig punt de les finestres coronelles medievals, per unes rectes amb escuts i baixos relleus figuratius. D'aquesta època trobem també la galeria o naia amb arcs apuntats i la porta d'accés a l'antic estudi de la casa, localitzada al replà de l'escala noble. Aquesta porta constitueix un dels testimonis renaixentistes més rellevants de l'edifici amb un arc mixtilini amb motius vegetals i un relleu figuratiu que representa a Sant Cristòfol portant al nen Jesús.
Tot i que una bona part de les estructures conservades al llarg del temps són renaixentistes i barroques, aquest gran casal urbà, compta amb testimonis materials de cronologies medievals com l'arc de mig punt localitzat a la façana més meridional del pati, únic testimoni de la tribuna medieval que donava accés a la casa. Al darrer nivell de les façanes que donen al pati, es localitza una galeria amb arcuacions que, tot i que hauria estat modificada al segle xx, hauria d'associar-se a alguna de les campanyes d'obres barroques. Tanmateix tant a la planta baixa com al pis noble, es conserven sengles forjats de fusta amb policromia original medieval, realitzats molt probablement a les darreries del segle xiii, ja que presenta l'heràldica de la família Caldes. Tot i així, el de la planta baixa, va ser modificat cap al segle xvi, quan es van construir els estudis de la casa i es segregà aquest espai, tot realitzant una nova decoració amb paper pintat en una part del forjat.
La Sala de les Menines ocupa el lloc de l'antic pati elevat, un espai d'esbarjo amb arbres (tarongers i llimoners) que substituïa l'hort medieval de la casa i era un dels pocs testimonis d'aquest tipus que encara es conservaven a la ciutat. Amb la seva supressió, es va amagar també una façana d'estil classicista que feia mitgera amb la finca del núm. 17 i que actualment només és visible des del segon pis, ocupat per les oficines del museu. A través d'aquestes, s'accedeix a la galeria porxada que s'obria al pati elevat amb arcuacions que presenten carcanyols esculpits.
El pati es localitza a la banda més occidental de la casa i es caracteritza per la presència d'elements estructurals de gran rellevància històrica i arquitectònica, com la gran escala d'accés a la planta noble, la tribuna o naia desenvolupada al primer pis de les façanes septentrional i oriental, o les portes i finestres de diferents cronologies i tipologia.
La sala noble del primer pis és un dels espais que millor va conservar la seva estructura i decoració fins a la restauració realitzada a mitjans del segle xx. A més del forjat de fusta policromada ja comentat, conservava testimonis de pintura mural decorativa medieval, actualment al Museu Nacional d'Art de Catalunya (MNAC). Aquests testimonis, de temàtica històrica (representen l'assalt a la ciutat de Mallorca, la batalla de Portopí i una possible vista de la ciutat amb la catedral) es localitzaven a la banda superior del mur, concretament a sobre del nivell de finestres i entre els permòdols que suportaven les bigues.
L'espai cobert amb una volta de maó en sardinell i un gran pilar central de pedra, és un dels àmbits més rellevants de la planta baixa de la casa. Construït cap a mitjans del segle xviii, al lloc que ocupava l'antic hort medieval de la casa, compliria amb una doble funció: d'una banda magatzem i d'altra estructura de suport del gran pati elevat que es desenvolupava a la planta noble de la finca. Constitueix un espai únic, només equiparable a altres testimonis similars al mateix carrer de  Montcada (núms. 12 i 17). Aquests, a diferència d'altres exemples, construïts a sobre d'un terraplè, es projecten com espais diàfans, fet que dona testimoni de les possibilitats econòmiques dels propietaris per fer una obra de tals característiques.